# Turbo-Union
Turbo-Union est un fabricant de moteurs d'avions. La société est créée en 1969 par l'Allemagne, le Royaume-Uni et l'Italie pour ne développer et produire qu'uniquement le réacteur Turbo Union RB199 qui équipe le Panavia Tornado.
La répartition des parts est de nos jours de 40 % pour MTU, 40 % pour Rolls-Royce et 20 % pour Fiat. Le siège social est établi au Royaume-Uni.